# Стратис
Стратис (грч. Στράττις, 5–4. век п. н. е.) био је атински комедиограф који је стварао у оквиру старе атичке комедије. Према Суди, врхунац његовог стваралаштва пада нешто после Калије, што значи да је прву комедију приказао вероватно око 412. п. н. е. Делимично је био савременик Санирионов и Филилијев, како се закључује по томе што ту двојицу комичких песника напада у сачуваним фрагментима Његово име понекад је код античких аутора забележено као "Стратон" (Στράτων), па су неки испитивачи раније претпоставили да су комедиографи Стратис и Стратон иста особа, но то је мишљење одбачено. 
Непознати аутор списа О комедији приписује Стратису 16 комедија, а Суда наводи ове наслове:
| - Човек Орест (Ἀνθρωπορέστης) или можда Човекоуништитељ (Ἀνθρωπορραίστης) - Аталанта (Ἀταλάντη) - Добри људи или нестанак новца (Ἀγαθοί ἤτοι Ἀργυρίου ἀφανισμός) - Снажни старац (Ἰφιγέρων) - Калипид (Καλλιπίδης) - Кинесија (Κινησίας) - Лимномедон (Λιμνομέδων) - Македонци (Μακεδόνες) | - Медеја (Μήδεια) - Троил (Τρωΐλος) - Феничанке (Φοίνισσαι) - Филоктет (Φιλοκτήτης) - Хризип (Χρύσιππος) - Паусанија (Παυσανίας) - Трагачи за хладом (Ψυχασταί) |  |

Поред ових, други антички аутор споомињу још четири његове комедије:
- Зопир у пламену (Ζώπυρος περικαιόμενος)
- Мирмидонци (Μυρμιδόνες)
- Речни људи (Ποτάμιοι)
- Балавко (Πύτισος)

Судећи по овим насловима, чини се да је Стратис нарочито волео митолошку травестију и пародију грчке трагедије. У Калипиду се појављивао традиционални лик прождрљивог Херакла. Комедија Човек Орест приказана је након Еурипидовог Ореста (408. п. н. е.), како закључујемо по томе што се у њој напада Хегелох, глумац који је играо Еурипидовог Ореста. Аталанта је приказана "дуго после" Аристофанових Жаба (405. п. н. е.). У Речним људима исмева се Филилије, а према схолијасту тај је комад приказан пре Аристофанових Еклесијазуса, дакле најкасније 394. или 393. п. н. е. Стратис је приказивао комедије још 380. п. н. е., судећи по једном нападу на Исократа због његове љубави према Лагиски када је овај говорник већ био старац.